# 杰克逊县 (密歇根州)
傑克遜縣（英語：Jackson County）是位於美国密西根州南部的一個縣。面積1,875平方公里，根據2020年美國人口普查數字，共有人口160,366人。縣治傑克遜。該縣成立於1829年10月29日，縣名紀念時任美国总统安德鲁·杰克逊。